# Сивуч
Сивучът (Eumetopias jubatus) е вид едър бозайник от семейство Ушати тюлени (Otariidae), единствен представител на род Сивучи (Eumetopias).

## Разпространение и местообитание
Разпространен е в северната част на Тихия океан, от бреговете на Корея и северна Япония до северна Калифорния.

## Описание
Сивучите са най-едрите ушати тюлени и достигат дължина 280-325 cm и маса 450-1120 kg, като женските са малко по-дребни. Хранят се с различни риби и главоноги, като понякога навлизат и в устията на реките.